# Alfred Blancke
Carl Alfred Blancke (* 7. Mai 1875 in Merseburg; † 3. Januar 1944 in Dresden) war ein deutscher Unternehmer und Kunstsammler.

## Leben

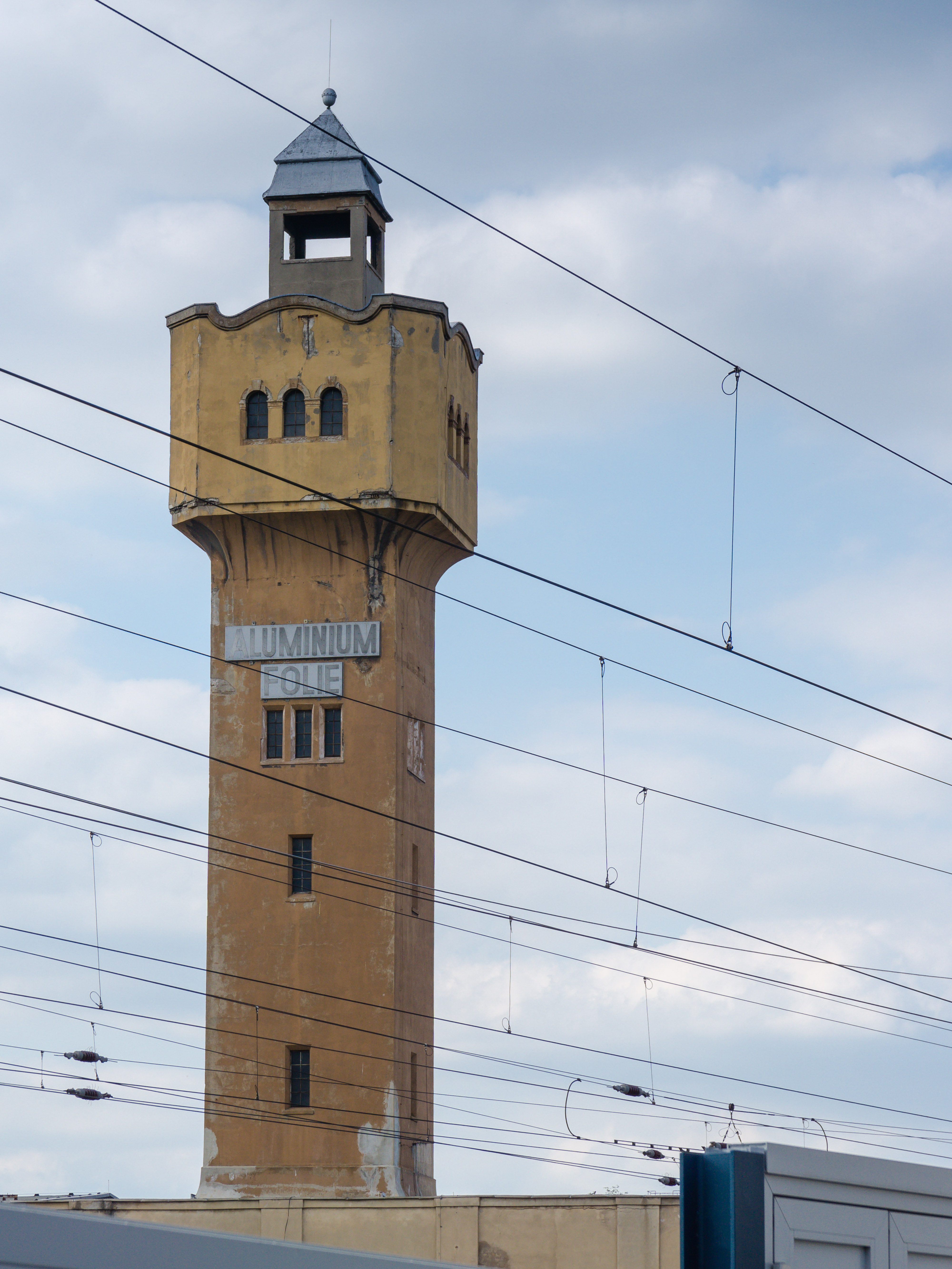
Turm der früheren Blancke-Werke in Merseburg – eines der Wahrzeichen der Stadt

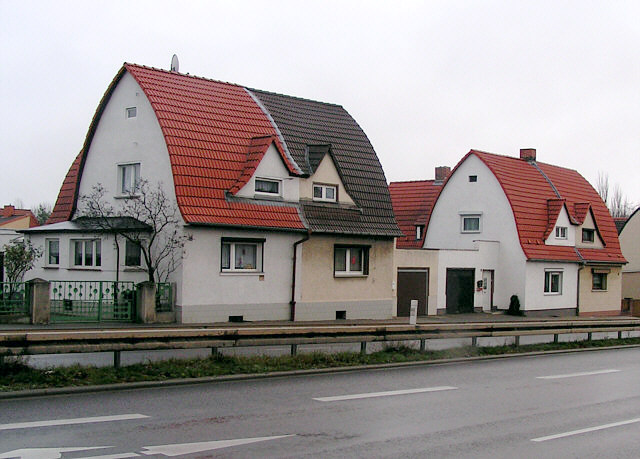
Blick zur Siedlung Blanckeplan in Merseburg

Er war der Sohn des Ingenieurs, Chemikers und Unternehmers Carl Wilhelm Julius Blancke und dessen Ehefrau Marie geborene Radtke. Sein Vater war 1866 nach Merseburg gezogen und hatte dort die Blancke-Werke gegründet. Nach dem frühen Tod des Vaters 1885 übernahm Marie Blancke die Leitung des Unternehmens und schickte deshalb Alfred Blancke auf ein Gymnasium nach  Genf, wo er die Reifeprüfung ablegte. Danach studierte er an der Technischen Hochschule in Berlin und schloss danach eine berufliche Ausbildung in Berlin, Brüssel, Paris und New York an. Nach Deutschland zurückkehrt, übernahm Alfred Blancke 1903 die Leitung der Blancke-Werke und baute sie zu einem der wichtigsten internationalen Maschinen- und Dampfkesselarmaturenwerke dieser Art aus. Die Beschäftigungszahl stieg über Tausend, für die in Merseburg das Blanckedorf und der Blanckeplan als Werkssiedlungen errichtet wurden. In der Weltwirtschaftskrise gingen die Blancke-Werke in Konkurs.
Alfred Blancke, der in Merseburg die Villa Blancke bewohnte, hielt sich oft in Berlin auf. 1918 erwarb er die Villa Pücklerstr. 8 in Berlin-Dahlem. Dort sammelte er internationales Mobiliar und Kunstgewerbe des 17. und 18. Jahrhunderts. In den 1930er Jahren zog er nach Berlin W 35, Woyrschstraße 35 um.
Er trug den Titel Geheimer Regierungsrat und war zeitweilig kaiserlicher persönlicher Legations-Attaché.
Alfred Blancke war u. a. Mitglied im Club von Berlin und des Vereins Deutscher Ingenieure.